# Ian McShane
Ian David McShane (ur. 29 września 1942 w Blackburn) – brytyjski aktor, reżyser i producent filmowy i telewizyjny, nagrodzony Złotym Globem za rolę Ala Swearengena w serialu HBO Deadwood.

## Życiorys

### Wczesne lata
Urodził się w Blackburn w hrabstwie Lancashire jako syn Ireny (z domu Cowley) i Harry’ego McShane’a, szkockiego piłkarza Manchesteru United i Hamilton Academical F.C.. Dorastał w Urmston, miasteczku na terenie hrabstwa Wielki Manchester, gdzie uczęszczał do Stretford Grammar School. Ukończył Royal Academy of Dramatic Art (RADA).

### Kariera
Zadebiutował na dużym ekranie w melodramacie Dziki i skwapliwy (The Wild and the Willing, 1962) z udziałem Johna Hurta oraz wystąpił po raz pierwszy na londyńskiej scenie Arts Theatre w przedstawieniu Dzieci w domu Fred Ginger (Infanticide in the House of Fred Ginger, 1962) jako Charley, a potem w spektaklu Tennessee Williamsa Szklana menażeria (The Glass Menagerie, 1965) w roli Toma. Następnie pojawiał się gościnnie w serialach stacji ITV i BBC:  Fotel teatralny (Armchair Theatre, 1962, 1966),  Pierwsza noc (First Night, 1963) u boku Michaela Caine’a, Z Cars (1964), Czerwona czapka (Redcap, 1965), Ty nie możesz zwyciężać (You Can't Win, 1966), Sztuka tygodnia (ITV Play of the Week, 1966), Środowa sztuka (The Wednesday Play, 1966) i Wuthering Heights (1967).
W 1967 pojawił się jako Marat na broadwayowskiej scenie Henry Miller's Theatre w sztuce Obietnica (The Promise) z Judi Dench i Ianem McKellenem. Telewidzowie mogli go oglądać na małym ekranie w serialach NBC, ABC i CBS:  Sierżant Anderson (Police Woman, 1975) z Angie Dickinson, Korzenie (Roots, 1977), Jezus z Nazaretu (Jesus of Nazareth, 1977) jako Judasz Iskariota, Marco Polo (1982) z Kenem Marshallem, Naga istota (Bare Essence, 1983) w roli greckiego milionera Niko Theophilusa, Anno Domini (A.D., 1985) jako Sejan, Policjanci z Miami (Miami Vice, 1987, 1989), Wojna i pamięć (War and Remembrance, 1988),  Dallas (1989) jako scenarzysta Don Lockwood oraz filmie telewizyjnym  Grace Kelly (The Grace Kelly Story, 1983) w roli Rainiera, księcia Monaco z tytułową rolą Cheryl Ladd.
Grał w serialach również później, m.in. Lovejoya, handlarza antyków, który rozwiązuje tajemnicze zagadki w serialu BBC Lovejoy (1986, 1991–1994) oraz kreacji zepsutego Ala Swearengena, makiawelicznego właściciela saloonu w stanie Dakota Południowa w serialu HBO Deadwood (2004–2006), za którą został uhonorowany nagrodą Złotego Globu i Television Critics Association Award oraz zdobył nominację do nagrody Emmy.
Użyczył swego głosu w filmach Shrek Trzeci (2007), Złoty kompas (2007), Kung Fu Panda (2008) i Coraline (2008).

### Życie prywatne
Po nieudanym związku małżeńskim z Suzan Farmer (1965–1968) i rozwodzie z Ruth Post (1970–1976), z którą ma córkę Kate (ur. 1971) i syna Morgana (ur. 1975), rozpoczął związek z Sylvią Kristel (1977–1980), z którą wystąpił w filmie przygodowym Piąty muszkieter (The Fifth Musketeer, 1979). W 1980 roku ożenił się po raz trzeci, z Gwen Humble.

## Filmografia

### Filmy kinowe
- 1962: Dziki i skwapliwy (The Wild and the Willing) jako Harry
- 1965: Dziewczęce przyjemności (The Pleasure Girls) jako Keith Dexter
- 1966: Cyganeczka (Sky West and Crooked) jako Roibin
- 1969: Bitwa o Anglię (Battle of Britain) jako Sierżant pilot Andy
- 1969: Jeśli dziś wtorek – jesteśmy w Belgii (If It's Tuesday, This Must Be Belgium) jako Charlie Cartwright
- 1970: Tam Lin jako Tom Lynn
- 1970: Kotku, kotku, kocham cię (Pussycat, Pussycat, I Love You) jako Fred C. Dobbs
- 1971: Łajdak (Villain) jako Wolfe Lissner
- 1971: Pracownik nieetatowy (Freelance) jako Mitch
- 1972: Morderczy cel (Sitting Target) jako Birdy Williams
- 1972: Pozostawiona ręka bliźniąt (Left Hand of Gemini)
- 1973: Ostatnia Sheila (The Last of Sheila) jako Anthony
- 1975: Podróż do krainy strachu (Journey Into Fear) jako Banat
- 1975: Terroryści (Ransom) jako Petrie
- 1979: Wczorajszy bohater (Yesterday's Hero) jako Rod Turner
- 1979: Piąty muszkieter (The Fifth Musketeer) jako Fouquet
- 1979: Złotodajne kanały (The Great Riviera Bank Robbery) jako Mózg
- 1981: Taniej utrzymywać ją (Cheaper to Keep Her) jako dr Alfred Sunshine
- 1983: Dziennikarstwo śledcze (Exposed) jako Greg Miller
- 1984: Próba niewinności (Ordeal by Innocence) jako Philip Durant
- 1985: Zdławiony krzyk (Too Scared to Scream) jako Vincent Har
- 1985: Miesiąc na wsi (A Month in the Country) jako Beliayev
- 1987: Wielki skok (Grand Larceny) jako Flanagan
- 2000: Sexy Beast jako Teddy Bass
- 2002: Bollywoodzka królowa (Bollywood Queen) jako Frank
- 2003: Nemesis Game jako Jeff Novak
- 2003: Agent Cody Banks jako dr Brinkman
- 2005: Nine Lives jako Larry
- 2006: Męski sport (We Are Marshall) jako Paul Griffen
- 2006: Scoop – Gorący temat (Scoop) jako Joe Strombel
- 2007: Złoty kompas (The Golden Compass) jako Ragnar Sturlusson (dubbing)
- 2007: Ciemność rusza do boju (The Seeker: The Dark Is Rising) jako Merriman Lyon
- 2007: Hot Rod (Hot Rod) jako Frank Powell
- 2007: Shrek Trzeci (Shrek the Third) jako kapitan Hook (dubbing)
- 2008: Death Race jako Coach
- 2008: Kung Fu Panda jako Tai Lung (dubbing)
- 2009: Koralina i tajemnicze drzwi (Coraline) jako pan Bobinski (głos)
- 2010: Uczeń czarnoksiężnika (The Sorcerer’s Apprentice) jako narrator
- 2011: Piraci z Karaibów: Na nieznanych wodach (Pirates of the Caribbean: On Stranger Tides) jako Czarnobrody
- 2012: Królewna Śnieżka i Łowca (Snow White and the Huntsman) jako Beith
- 2013: Jack pogromca olbrzymów (Jack the Giant Slayer) jako król Brahmwell
- 2014: 9 mil jako Inglés
- 2014: Herkules (Hercules) jako Amfiaraos
- 2014: John Wick jako Winston
- 2016: The Hollow Point jako Leland
- 2017: John Wick 2 jako Winston
- 2017: Jawbone jako Joe Padgett
- 2019: John Wick 3 jako Winston
- 2023: John Wick 4 jako Winston

### Filmy TV
- 1972: W końcu czyje to życie? (Whose Life Is It Anyway?) jako Ken Harrison
- 1975: Życie Jenny Dolan (The Lives of Jenny Dolan) jako Saunders
- 1977: Code Name: Diamond Head jako Sean Donavan/Ojciec Horton/pułkownik Butler
- 1978: Pirat (The Pirate) jako Rashid
- 1982: List (The Letter) jako Geoff
- 1983: Grace Kelly (The Grace Kelly Story) jako Rainier III Grimaldi
- 1985: Braker jako Alan Roswell
- 1988: Wielka ucieczka 2: Nieopowiedziana historia (The Great Escape II: The Untold Story) jako Roger Bushell
- 1988: Łańcuchowy list (Chain Letter) jako posłaniec śmierci
- 1989: Dick Francis: Krwawy sport (Dick Francis: Blood Sport) jako David Cleveland
- 1989: Dick Francis: Dwukrotnie nieśmiały (Dick Francis: Twice Shy) jako David Cleveland
- 1989: Dick Francis: W konstrukcji (Dick Francis: In the Frame) jako David Cleveland
- 1990: Columbo: Spoczywaj w pokoju, pani Columbo (Columbo: Rest in Peace, Mrs. Columbo) jako Leland St. John
- 1990: Perry Mason: Przypadek rozpaczliwego oszustwa (Perry Mason: The Case of the Desperate Deception) jako Andre Marchand
- 1994: Artykuł gospodarstwa domowego (White Goods) jako Ian Deegan
- 1995: Dinozaury soulu (Soul Survivors) jako Otis Cooke
- 1998: Babilon 5 (Babylon 5: The River of Souls) jako Robert Bryson, Ph.D.
- 1999: Drużyna „Marzenia” (D.R.E.A.M. Team) jako Oliver Maxwell
- 2002: Mężczyzna i chłopiec (Man and Boy) jako Marty Mann

### Seriale TV
- 1962: Fotel teatralny (Armchair Theatre)
- 1963: Pierwsza noc (First Night)
- 1964: Z Cars jako Barry Hepworth
- 1965: Czerwona czapka (Redcap) jako Sapper Russell
- 1966: Środowa sztuka (The Wednesday Play) jako Frank
- 1966: Sztuka tygodnia (ITV Play of the Week) jako Mick
- 1966: Ty nie możesz zwyciężać (You Can't Win) jako Joe Lunn
- 1966: Fotel teatralny (Armchair Theatre) jako Geoffrey
- 1967: Wuthering Heights jako Heathcliff
- 1968: Sztuka domowa (ITV Playhouse) jako Caulfield
- 1969: Rogues' Gallery jako David Garrick
- 1970: Sztuka domowa (ITV Playhouse) jako Tom
- 1975: Kosmos 1999 (Space: 1999) jako Anton Zoref
- 1975: Matt Helm jako Paul
- 1975: Sierżant Anderson (Police Woman) jako Dan Markson
- 1976: Bardzo poszukiwany (Most Wanted)
- 1977: Jezus z Nazaretu (Jesus of Nazareth) jako Judasz Iskariota
- 1977: Fantastyczna podróż (The Fantastic Journey) jako sir James Camden
- 1977: Korzenie (Roots) jako sir Eric Russell
- 1978: Disraeli jako Benjamin Disraeli
- 1978: Żywot Szekspira (Life of Shakespeare) jako Christopher Marlowe
- 1980: Fotel dreszczowcowy (Armchair Thriller) jako Peter Curtis
- 1981: Magnum (Magnum, P.I.) jako David Norman
- 1982: Marco Polo jako Ali Ben Yussouf
- 1982: Magnum (Magnum, P.I.) jako Edwin Clutterbuck
- 1983: Naga istota (Bare Essence) jako Niko Theophilus
- 1985: Anno Domini (A.D.) jako Sejan
- 1985: Wiecznie zielony (Evergreen) jako Paul Lerner
- 1986: Lovejoy jako Lovejoy
- 1987: Letnie przedstawienie domowe (CBS Summer Playhouse) jako Marbury
- 1987: Policjanci z Miami (Miami Vice) jako Esteban Montoya
- 1988: Wojna i pamięć (War and Remembrance) jako Philip Rule
- 1988: Brudny tuzin (Dirty Dozen: The Series) jako Lindberger
- 1989: Policjanci z Miami (Miami Vice) jako generał Manuel Borbon
- 1989: Dallas jako Don Lockwood
- 1989: Młody Charles Chaplin (Young Charlie Chaplin) jako Charles Chaplin Sr.
- 1989: Minder jako Jack Last
- 1990: Mistrzyni niepewności (Chillers) jako Steven Castle
- 1991–1994: Lovejoy jako Lovejoy
- 1996: Madson jako John Madson
- 1997: Naga prawda (The Naked Truth) jako Leland Banks
- 2001: Złodziejski duet (Thieves) jako Jack
- 2002: Prezydencki poker (The West Wing) jako rosyjski negocjator Nikolai Ivanovich
- 2002: W głębi (In Deep) jako Jamie Lamb
- 2003: Strefa mroku (The Twilight Zone) jako Chandler
- 2003: Zaufanie (Trust) jako Alan Cooper-Fozzard
- 2004–2006: Deadwood jako Al Swearengen
- 2008: Królowie (Kings) jako Silas Benjamin
- 2010: Filary Ziemi (The Pillars of the Earth) jako biskup Waleran
- 2016: Gra o tron (sezon 6, odc. 7 'The Broken Man') jako Septon Ray
- 2017: Amerykańscy bogowie jako pan Wednesday

## Nagrody
- Złoty Glob 2005 – za rolę Ala Swearengena w serialu HBO Deadwood